# Pere Totosaus
Pere Totosaus Figueras (Reus, 1887 - 1963) va ser un comerciant i polític català.
Estudià arquitectura a Barcelona, però per una discussió amb un professor de l'Escola, no va aconseguir el títol, que revalidà després a París. Al no ser vàlid el títol a l'estat espanyol, no va exercir mai d'arquitecte, tot i que donava opinions a alguns companys d'aquesta professió. Militant catalanista des de la seva joventut i teòric nacionalista de gran prestigi a la seva ciutat, va ser una de les figures del noucentisme reusenc junt amb Joaquim Santasusagna i Josep Iglésies. Tenia una gran cultura artística, i va ser president de la secció d'art del Centre de Lectura els anys 1932-1934, i elegit president d'aquesta entitat el 1933, càrrec del qual es retirà després de dimitir. Durant la guerra civil va ser perseguit per la FAI per les seves idees conservadores, tot i que era nacionalista català radical, i li van confiscar el mas, un mas que va dissenyar l'arquitecte Pere Caselles, li van saquejar el domicili i li van destruir la seva biblioteca. A partir del 1940 va participar activament a la vida social i cultural de la ciutat. Va ser membre actiu del grup d'escriptors i intel·lectuals de postguerra reusencs, encapçalat per Joaquim Santasusagna i format pels germans Ernest i Ferran Casajuana, Rafael Vilà Barnils, Josep Iglésies, el doctor Barrufet, Jaume Sabater Vallès, Josep i Teresa Miquel, Xavier Amorós, Josep Maria Arnavat, i d'altres components del grup noucentista reusenc que havia sobreviscut a la guerra civil. Administrava la merceria familiar, que portaven les seves germanes.